# Antonio Amaral de Sampaio
Antonio Amaral de Sampaio (* 1930; † 24. Juni 2010 in der Zona Sul de São Paulo São Paulo) war ein brasilianischer Diplomat.

## Leben
António Amaral De Sampaio war ein Sohn von Maria de Lourdes Sampaio Amaral und Antônio Paiva de Sampaio, sowie Großenkel des Brigadier Antônio de Sampaio (* 24. Mai 1810 in Tamboril; 6. Juli 1866 in Buenos Aires) der im Tripel-Allianz-Krieg durch Wundbrand zum Helden wurde. Sampaio war Orientalist, wurde 1961 als Gesandtschaftssekretär nach Kairo gesandt und war Gesandtschaftssekretär erster Klasse in Teheran und Genf. Er wurde an den Botschaften in Mexiko-Stadt und Lissabon beschäftigt, in den Orden des Infanten Dom Henrique aufgenommen und leitete die Abteilung Naher Osten des Itamaraty.
Von 1983 bis 1985 war er Botschafter in Damaskus. 1993 war er Botschafter in Pretoria. Von 1994 bis 1996 war er Botschafter in Belgrad. 2000 wurde er in den Ruhestand versetzt. Er starb im Hospital Albert Einstein in der Zona Sul de São Paulo an Lungenentzündung.